# Région autonome du Soudan du Sud (2005-2011)
Pour les articles homonymes, voir Région autonome du Soudan du Sud.
Le Soudan du Sud (en arabe : حكومة جنوب السودان Ḥukūmatu Janūbi s-Sūdān) est une région autonome composée des dix États du sud Soudan entre sa création en juillet 2005 et l'indépendance de la République du Soudan du Sud en juillet 2011. Le gouvernement autonome a été créé initialement à Rumbek puis déménagea à Djouba. Il est frontalier de l'Éthiopie à l'est, du Kenya, de l'Ouganda et du Congo (RDC) au sud et de la Centrafrique à l'ouest. Au nord se trouve la région principalement arabe et musulmane directement sous le contrôle du gouvernement central. L'autonomie de la région était une condition de l'accord de paix entre l'Armée/Mouvement populaire de libération du Soudan (A/MPLS) et le Gouvernement du Soudan représenté par le parti du Congrès national qui a mis fin à la seconde guerre civile soudanaise. Le conflit a été la plus longue guerre civile d'Afrique,.